# حمام مریان
حمام مریان مربوط به دوره قاجار است و در شهرستان طوالش، بخش مرکزی، روستای آق‌اولر واقع شده و این اثر در تاریخ ۱۱ شهریور ۱۳۸۲ با شمارهٔ ثبت ۹۹۱۹ به‌عنوان یکی از آثار ملی ایران به ثبت رسیده‌است.